# العلاقات التونسية القطرية
العلاقات التونسية القطرية هي العلاقات الثنائية التي تجمع بين تونس وقطر. وفي 1 جويلية سنة 2019 قال راشد الغنوشي عن قطر هي «المستثمر الأول في تونس بشكل مطلق. استثمرت السنة الماضية 480 مليون دينار».

## مقارنة بين البلدين
هذه مقارنة عامة ومرجعية للدولتين:
| وجه المقارنة                                              | تونس                                       | قطر           |
| --------------------------------------------------------- | ------------------------------------------ | ------------- |
| المساحة (كم2)                                             | 163.61 ألف                                 | 11.44 ألف     |
| عدد السكان (نسمة)                                         | 11.53 مليون                                | 2.64 مليون    |
| الكثافة السكانية (ن./كم²)                                 | 70.47                                      | 230.77        |
| العاصمة                                                   | تونس                                       | الدوحة        |
| اللغة الرسمية                                             | اللغة العربية                              | اللغة العربية |
| العملة                                                    | دينار تونسي                                | ريال قطري     |
| الناتج المحلي الإجمالي (بليون دولار)                      | 40.26 مليار                                | 167.61 مليار  |
| الناتج المحلي الإجمالي (تعادل القوة الشرائية) بليون دولار | 129.05 مليار                               | 316.40 مليار  |
| الناتج المحلي الإجمالي الاسمي للفرد دولار أمريكي          | 3.87 ألف                                   | 73.65 ألف     |
| الناتج المحلي الإجمالي للفرد دولار أمريكي                 | 11.44 ألف                                  | 141.54 ألف    |
| مؤشر التنمية البشرية                                      | 0.721                                      | 0.850         |
| رمز المكالمات الدولي                                      | +216                                       | +974          |
| رمز الإنترنت                                              | .tn                                        | .qa           |
| المنطقة الزمنية                                           | ت ع م+01:00، توقيت وسط أوروبا، ت ع م+02:00 | ت ع م+03:00   |

## مدن متوأمة
في ما يلي قائمة باتفاقيات التوأمة بين مدن تونسية وقطرية:
- ترتبط تونس مع الدوحة باتفاقية توأمة منذ 1999.

## منظمات دولية مشتركة
يشترك البلدان في عضوية مجموعة من المنظمات الدولية، منها:
| علم المنظمة | اسم المنظمة                                 | تاريخ انضمام تونس | تاريخ انضمام قطر |
| ----------- | ------------------------------------------- | ----------------- | ---------------- |
|             | صندوق النقد العربي                          | ?                 | ?                |
|             | جامعة الدول العربية                         | 1 أكتوبر 1958     | 11 سبتمبر 1971   |
|             | منظمة التجارة العالمية                      | ?                 | ?                |
|             | الاتحاد البريدي العالمي                     | ?                 | ?                |
|             | يونسكو                                      | 8 نوفمبر 1956     | 27 يناير 1972    |
|             | مؤسسة التمويل الدولية                       | 25 يوليو 1962     | 11 أكتوبر 2008   |
|             | منظمة التعاون الإسلامي                      | ?                 | ?                |
|             | المركز الدولي لتسوية المنازعات الاستشارية   | 14 أكتوبر 1966    | 20 يناير 2011    |
|             | منظمة حظر الأسلحة الكيميائية                | ?                 | ?                |
|             | وكالة ضمان الاستثمار متعدد الأطراف          | 7 يونيو 1988      | 22 أكتوبر 1996   |
|             | المصرف العربي للتنمية الاقتصادية في أفريقيا | ?                 | ?                |
|             | منظمة الشرطة الجنائية الدولية               | ?                 | ?                |
|             | الأمم المتحدة                               | 12 نوفمبر 1956    | 21 سبتمبر 1971   |
|             | الاتحاد الدولي للاتصالات                    | 14 ديسمبر 1956    | 27 مارس 1973     |
|             | البنك الدولي للإنشاء والتعمير               | 14 أبريل 1958     | 25 سبتمبر 1972   |
|             | المنظمة الهيدروغرافية الدولية               | ?                 | ?                |
|             | الصندوق العربي للإنماء الاقتصادي والاجتماعي | ?                 | ?                |

## وصلات خارجية
- موقع وزارة الخارجية التونسية
- موقع وزارة الخارجية القطرية